# Zebra (Yello)
Zebra è l'ottavo album in studio del gruppo di musica elettronica svizzero Yello, pubblicato nel 1994.

## Tracce
1. Suite 909 – 6:16
2. How How – 2:39
3. Night Train – 3:36
4. Do It – 3:08
5. I ... I'm in Love – 3:28
6. S.A.X. – 3:12
7. Fat Cry – 4:11
8. Tremendous Pain – 3:58
9. Move Dance Be Born – 6:03
10. The Premix – 5:54
11. Poom Shanka – 3:28